# Salmo pallaryi
Salmo pallaryi es una especie extinta de pez de la familia Salmonidae en el orden de los Salmoniformes. Únicamente existen dos especímenes conservados en museos.

## Morfología
Los machos podían alcanzar 23,8 cm de longitud total y las hembras 21,8.
Número de  vértebras: 56-59.

## Hábitat y distribución geográfica
Habitaba un único lago de agua dulce en los montes Atlas en el norte de Marruecos, a más de 2000 m de altitud. Se extinguió en los años 1930, probablemente debido a la introducción de carpas en el lago.